# Valle del Huasco (vino)
Valle del Huasco es una denominación de origen para vinos y otros productos vinícolas procedentes de la subregión vitícola homónima que se ajusten a los requisitos establecidos por el Decreto de Agricultura nº 464 de 14 de diciembre de 1994, que establece la zonificación vitícola del país y fija las normas para su utilización como denominaciones de origen.
El vino Valle del Huasco abarca por entero a la provincia de igual nombre y se encuadra dentro de la región vitícola de Atacama. 